# Diplacina fulgens
Diplacina fulgens är en trollsländeart som beskrevs av Friedrich Ris 1898. Diplacina fulgens ingår i släktet Diplacina och familjen segeltrollsländor. Inga underarter finns listade i Catalogue of Life.